# Meczet Lala-Tulipan
Meczet Lala-Tulipan (ros. Мечеть «Ляля-Тюльпан» – trb. Mieczetʹ «Lala-Tiulpan»; baszk. «Ләлә-Тюльпан» мәсете – trl. «La̋la̋-Tûlʹpan» ma̋sete) – oddany do użytku w 1998 roku meczet katedralny z medresą znajdujący się w stolicy Baszkortostanu, Ufie.

## Historia
Prace nad meczetem rozpoczęły się już w latach 80. XX wieku, kiedy to pod budowę obiektu (mającego stanowić również centrum kultury islamskiej w Baszkirskiej ASRR) przeznaczono położony nad rzeką Biełają ufijski Park Zwycięstwa. Budowlę pierwotnie planowano oddać do użytku w 1989 roku, w 1100. rocznicę przyjęcia islamu przez Bułgarów Kamskich, jednak ostatecznie w tymże roku budowa meczetu według projektu architekta Wakila Wagizowicza Dawlatszyna dopiero ruszyła. Finansowano ją ze środków rządowych Baszkirii oraz z dobrowolnych datków mieszkańców republiki, wielokrotnie była jednak przerywana. Prace budowlane wykonał trust „BNZS”, a oficjalne oddanie obiektu do użytku miało miejsce 7 kwietnia 1998 roku.

## Charakterystyka

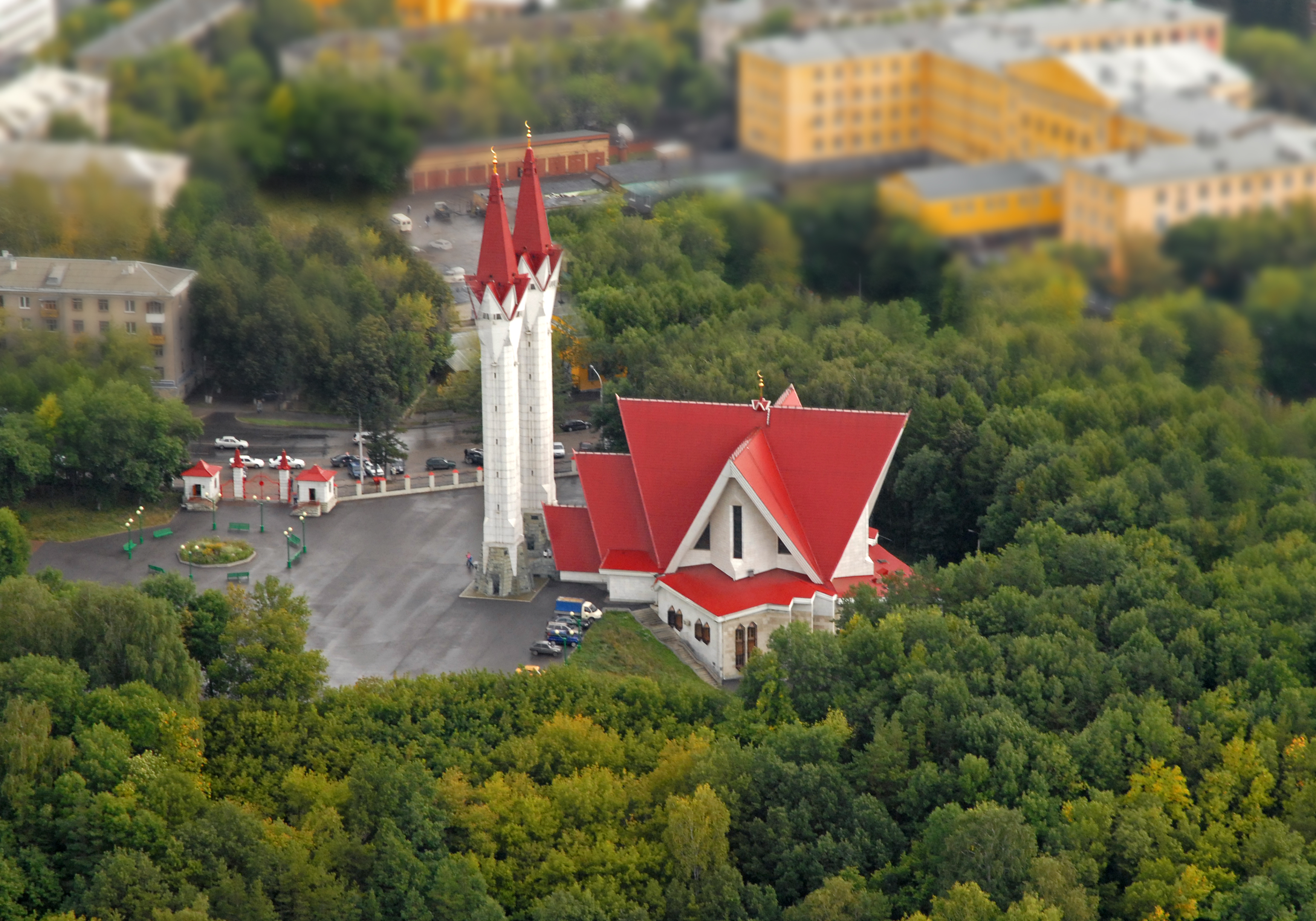
Meczet Lala-Tulipan widoczny z lotu ptaka (2007)

Budynek został wzniesiony na działce o powierzchni 2,6 ha znajdującej się w Parku Zwycięstwa nad rzeką Biełają w Ufie, w dzielnicy Czernikowka. Adres meczetu to ul. Komarowa 5. Projekt meczetu nawiązuje do kwitnącego tulipana będącego symbolem wiosny, a także tradycyjnym symbolem ludów turkijskich już od starożytności. Bryła budynku, której elewacja utrzymana jest w biało-czerwonej kolorystyce, przypominać ma właśnie rozkwitający kwiat tulipana, natomiast dwa stojące po obu stronach wejścia głównego minarety – każdy o wysokości 53 m – wyobrażać mają osadzone na łodydze nierozwinięte jeszcze pąki tej rośliny.
Wyposażenie wnętrza meczetu jest stosunkowo skromne, a główną ozdobę stanowią kolorowe witraże.
Budowla pomieścić może jednocześnie 1000 osób. Znajduje się w niej sala modlitewna na 300 osób, balkony z 200 miejscami, sale lekcyjne dla 100 uczniów, internat z 60 miejscami noclegowymi, jadalnia oraz sala konferencyjna na 130 osób.
Budynek, spełniający przede wszystkim funkcję meczetu, mieści także mendresę. Jest miejscem spotkań muzułmańskiej społeczności nie tylko Ufy, ale i całej Baszkirii, stanowiąc główny ośrodek islamu w tej republice. Odbywające się w meczecie Lala-Tulipan podczas najważniejszych muzułmańskich świąt nabożeństwa transmitowane są często przez rosyjskie kanały telewizyjne o zasięgu ogólnokrajowym.